# Protapion trifolii
Espèce
Protapion trifolii, l'Apion du trèfle ou le petit Apion du trèfle, est une espèce d'insectes coléoptères curculionoïdes de la famille des Apionidae (ou des Brentidae selon les classifications), originaire d'Europe.
Cet insecte phytophage est un ravageur des légumineuses, principalement du trèfle. Les dégâts sont dus aux larves qui vivent dans les inflorescences de trèfle (en particulier Trifolium pratense) et détruisent les ovaires et les graines en formation.

## Systématique
Le nom valide complet (avec auteur) de ce taxon est Protapion trifolii (Linnaeus, 1768). L'espèce a été initialement classée dans le genre Curculio sous le protonyme Curculio trifolii Linnaeus, 1768.
Protapion trifolii a pour synonymes :
- Apion aestivum Germar, 1817
- Apion alepponum Wagner, 1926
- Apion hipponense Desbrochers, 1895
- Apion leachii Stephens, 1831
- Apion linderi Wencker, 1858
- Apion trifolii (Linnaeus, 1768)
- Curculio trifolii Linnaeus, 1768
- Protapion aestivum (Germar, 1817)